# Mo'ayyad Salim
Mo'ayyad Salim Mansour (arabe : مؤيد سليم) (né le 1er avril 1976 en Irak) est un joueur de football international jordanien d'origine palestinienne, qui évoluait au poste d'attaquant.

## Biographie

### Carrière en sélection
Avec l'équipe de Jordanie, il joue 44 matchs officiels (pour 11 buts inscrits) entre 2000 et 2006. 
Il figure dans le groupe des sélectionnés lors de la coupe d'Asie des nations de 2004, où son équipe atteint le stade des quarts de finale.
Il joue enfin 8 matchs comptant pour les éliminatoires de la coupe du monde, lors des éditions 2002 et 2006.

## Palmarès
Al Faisaly
| - Championnat de Jordanie (6) : - Champion : 1999, 2000, 2001, 2002-03, 2003-04 et 2009-10. - Vice-champion : 1998, 2005-06, 2006-07 et 2007-08. - Coupe de Jordanie (6) : - Vainqueur : 1998, 1999, 2001, 2003, 2005 et 2008. - Finaliste : 2000, 2006 et 2007. - Supercoupe de Jordanie (4) : - Vainqueur : 1996, 2002, 2004 et 2006. - Finaliste : 2000, 2001, 2003, 2005, 2008 et 2010. |  | - Coupe de l'AFC (2) : - Vainqueur : 2005 et 2006. - Finaliste : 2007. - Meilleur buteur : 2005. - Ligue des champions arabes : - Finaliste : 2006-07. - Coupe arabe des vainqueurs de coupe : - Finaliste : 1996. - Supercoupe arabe : - Vice-champion : 2000. |